# Campo (Ponferrada)
Campo es una localidad española que forma parte del municipio de Ponferrada, en la provincia de León. Se sitúa a las orillas del río Boeza, a unos 30 kilómetros de los Montes Aquilianos. El gobierno de la entidad depende directamente del Ayuntamiento de Ponferrada por lo que no posee alcalde pedáneo. Su patrono es San Blas, y las fiestas en su honor se celebran los días 2, 3 y 4 de febrero de cada año.

## Historia
El pueblo primitivo se situaba en la zona conocida como El castro, donde existe ahora una urbanización de reciente construcción y que probablemente se haya construido ocultando los restos arqueológicos. El emplazamiento actual se supone ya establecido en la época tardorromana, conservándose en la parte alta del pueblo una fuente romana. La calle Real forma parte del trazado medieval del Camino de Santiago francés; en ella existieron hospederías hasta la primera mitad del siglo XX.

## Demografía
Según el INE la población de Campo en 2021 consistía de 775 personas, 370 hombres y 405 mujeres.

## Economía
Debido a que El Bierzo posee un microclima característico, el cultivo hotícola (pimientos, calabazas...), la vid y del cereal se dan con toda su fuerza en esta entidad (sector primario). Existen asimismo pequeñas explotaciones de ganado ovino, caprino y porcino.

## Transporte
Campo está ligado a Ponferrada con las líneas  y  del TUP

## Patrimonio

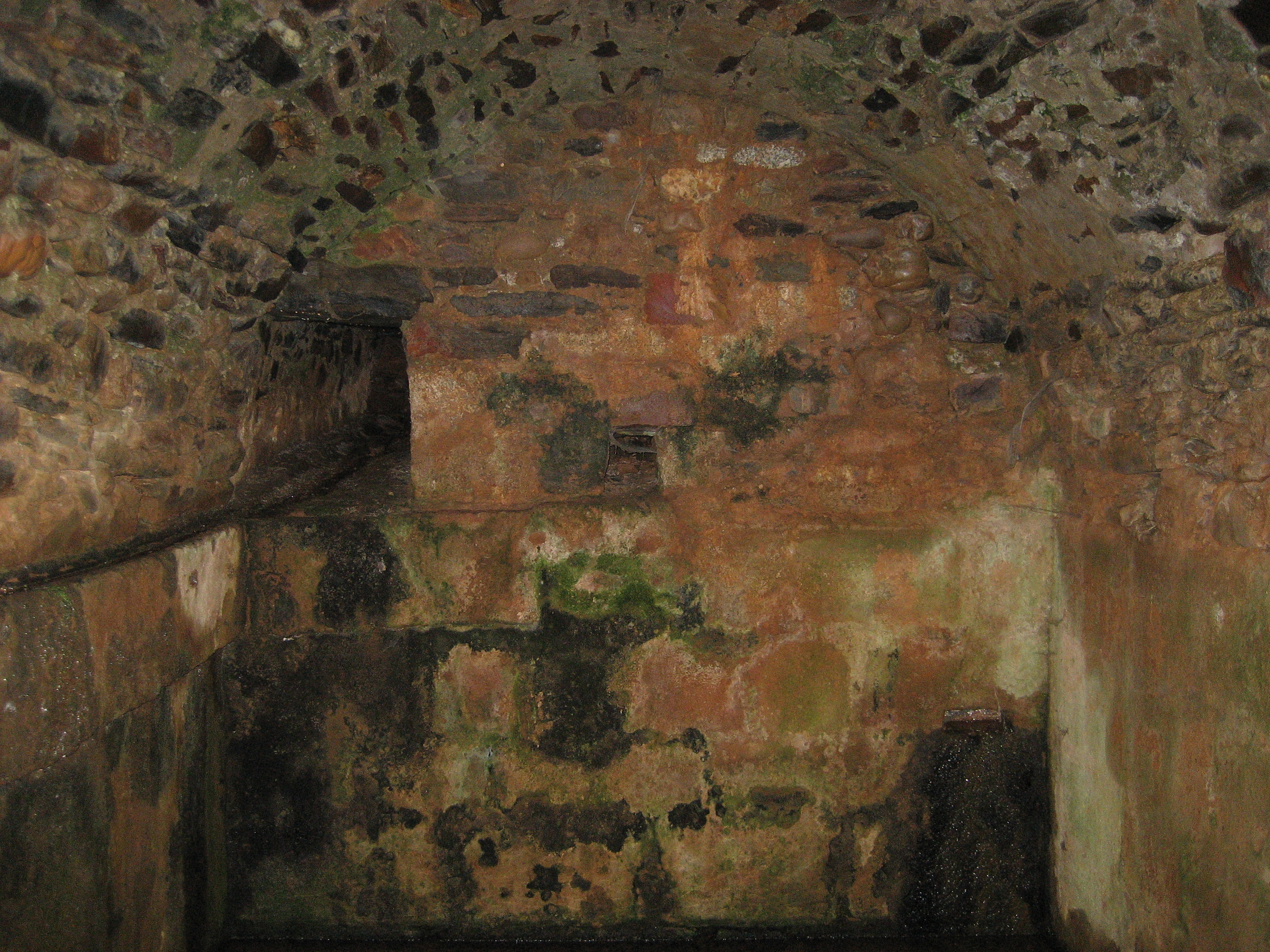
Bóveda de la fuente romana de Campo

### Iglesia de Santa María
La iglesia parroquial de Campo (de Santa María de Campo, nombre 
oficial) es una de las iglesias mejor conservadas de todo El Bierzo. Data de 1691. Tiene 
tres naves separadas por pilares y arcos de medio punto. Detrás del [[presbiterio 
(arquitectura)| presbiterio]] se añadió en el siglo XVIII un camarín. Su campanario es una clásica torre barroca con capacidad para ocho campanas de bronce. Alberga dos perfectamente conservadas. Su retablo cobija la imagen de la Virgen de la Encina, que disputa a la de Ponferrada su primogenitura.
A la vera de la iglesia se levanta una monumental encina, árbol mítico en la comarca berciana. El magnífico ejemplar tiene asegurado su futuro por el aprecio que las gentes del lugar le profesan. Su nombre científico es Quercus Ilex. Mide 14 metros, tiene un perímetro de 4,20 metros, con 5,50 metros de base. La encina fue antaño el árbol predominante en El Bierzo, constituyendo un importante ecosistema generador de riqueza. Infraestructuras, fuegos, talas y cultivos intensivos han hecho de la encina un árbol en total regresión.

### Ermita del Santo Cristo
Levantada en el último tercio del siglo XVIII, pertenecía, como la escuela-ropero, a la antigua fundación creada por Manuel Yebra Pimentel.

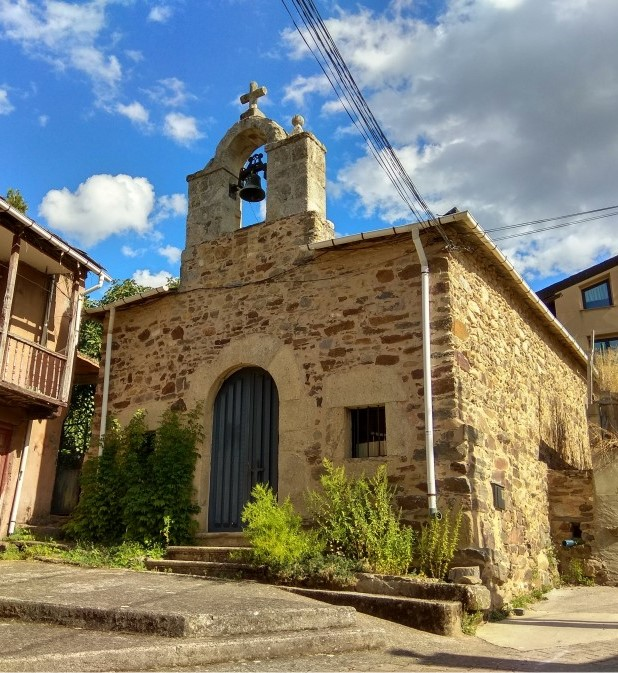
Ermita del Santo Cristo

### Antigua escuela-ropero
Manuel González y Yebra Pimentel, nacido en Campo, mandó construir esta Escuela-Ropero para niños pobres en 1776. Su condición de deán de Málaga (cabeza del cabildo de una catedral, inferior en jerarquía al obispo) le permitió tal empresa. Casona de dos pisos, con sillares de piedra en los laterales. En el piso superior destaca la hornacina central con la virgen de la Inmaculada, nombre con el que también se conoce al edificio. Hoy aloja al centro cívico del pueblo.

### Casona de los Villaboa
Este notable edificio, perteneciente a Dª María Victoria Villaboa-Caballero, descendiente de los Marqueses de Campoalegre, dispone de puerta con arco de medio punto y desafortunado corredor acristalado hacia la plaza Mayor. En la fachada oeste se aprecia la factura del siglo XVIII, con puertas adinteladas y fachada de canto rodado. El escudo está en muy mal estado, y apenas se aprecian los cuarteles, ni figuras (destacan las 5 estacas de los Valcarce) y un yelmo que casi ha desaparecido.

### Casona de los Luna

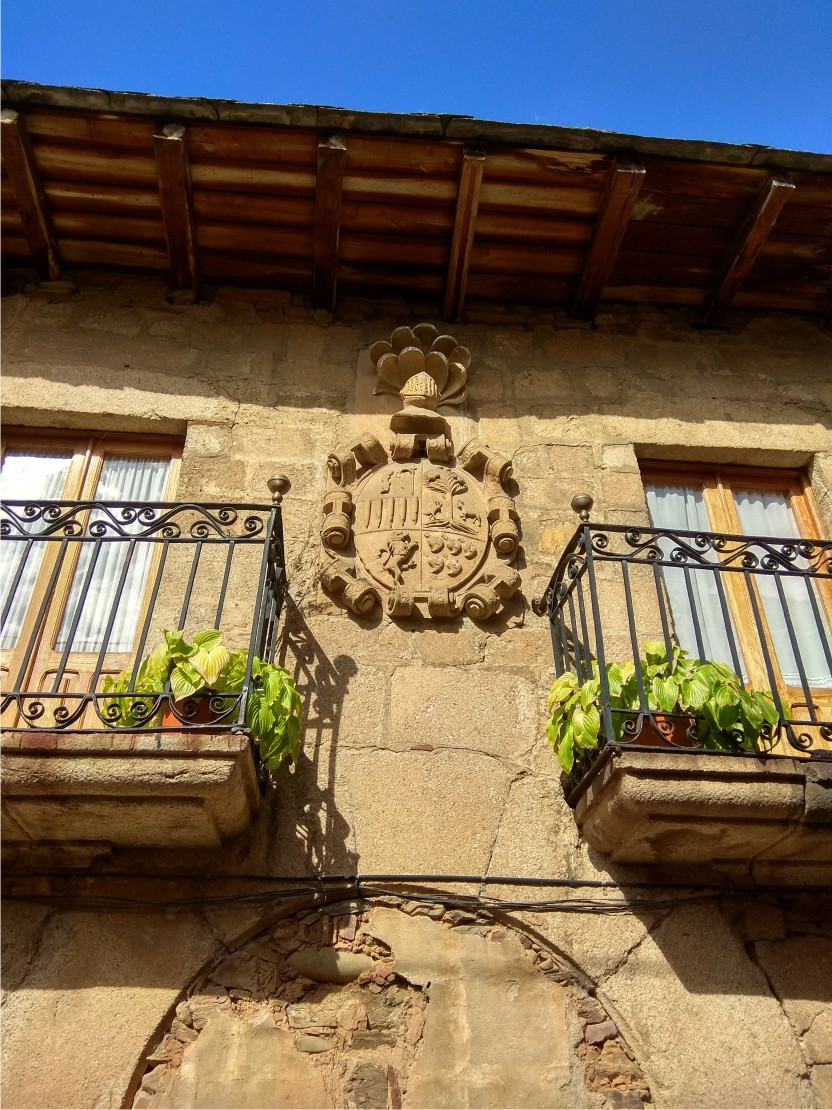
Fachada y escudo de la casona de los Luna

Este notable edificio del XVII dispone de portada de arco de medio punto con grandes dovelas, sin impostas, en la actualidad tapiada. Dos balcones con repisas de gran volumen molduradas, con balaustrada de hierro forjado. Y un gran alero de madera guardando la fachada de bloques de granito. En el escudo, en buen estado de conservación, aparecen las 5 estacas verticales de los Valcarce, la cartela de rollos o volutas bien labradas, y un yelmo con las diez plumas casi intactas.

### La fuente romana
La Fuente Romana, de origen incierto, pero probablemente tardorromano.
La ermita, es anecdótica la situación de la ermita en el interior del pueblo y de la iglesia en las afueras.
Las casas blasonadas de la calle Real

## Personalidades
- Antonio González-Yebra, Caballero de la Orden de Carlos III, Regente de la Real Audiencia de Valencia y Alcalde del Crimen de la Chancillería de Valladolid.